# Rush Springs
Rush Springs é uma cidade  localizada no estado norte-americano de Oklahoma, no Condado de Grady.

## Demografia
Segundo o censo norte-americano de 2000, a sua população era de 1278 habitantes.
Em 2006, foi estimada uma população de 1340, um aumento de 62 (4.9%).

## Geografia
De acordo com o United States Census Bureau tem uma área de
2,8 km², dos quais 2,8 km² cobertos por terra e 0,0 km² cobertos por água. Rush Springs localiza-se a aproximadamente 376 m acima do nível do mar.

## Localidades na vizinhança
O diagrama seguinte representa as localidades num raio de 24 km ao redor de Rush Springs.